# 崔造
崔造（737年—787年10月25日），字玄宰，唐博陵郡安平（今属河北）人。出自博陵崔氏安平房。
与韩会、卢东美、张正则为友，好谈经营济世之略，常以王佐自许。初为浙西判官，与刘晏相善。晏被诛，坐贬信州长使。迁建州刺史。建中四年（783年），朱泚为乱，他以所部二千兵待命，德宗嘉之，擢给事中。贞元二年（786年），以本官同平章事，建议天下两税皆由本道观察使、刺史选送京师，诸道及江淮转运使悉停，度支盐铁务还尚书省，六部由宰相分领。行之不久即废。罢相，以忧愧卒，年51。

## 延伸阅读
[在维基数据编辑]
 在维基文库阅读此作者作品
 《舊唐書·卷130》，出自刘昫《舊唐書》
 《新唐書·卷150》，出自《新唐書》